# 广东东软学院
广东东软学院（英語：Neusoft Institute Guangdong），是一家是一家位于广东省佛山市以IT教育为主的普通民办高校。
广东东软学院前身是南海东软信息技术职业学院，2002年经广东省人民政府批准，经教育部批准设立的全日制普通高等本科学校，2014年6月经教育部批准正式升格本科，并更名为「广东东软学院」。
学校地处佛山市高新技术产业开发区核心区，占地面积336670平方米，现有在校生9100余人。设有9个教学机构，16个本科专业，17个专科专业，学科专业涵盖工学、管理学、艺术学、文学4个学科门类。其面向全国11个省市地区招生，同时还有23个高职专科专业面向广东省招生。

## 历史沿革[3]
- 2002年9月19日，成立南海东软信息技术职业学院；
- 2004年5月，学院被批准为“国家级技能型紧缺人才培养基地（信息技术类）”和“广东省首批示范性软件学院” ；
- 2008年4月，学院与广东工业大学等七所公办高校一道被授予“广东省依法治校示范校”光荣称号；
- 2011年， 学院成为“广东省金融高新区人才培养基地”；
- 2013年， 学院成为“广东省服务外包人才培养基地”；
- 2014年5月27日，经教育部批准，升格为普通本科学校，并更名为广东东软学院；
- 2015年9月7日，首批来自4个国家的外国留学生报到入学；
- 2016年7月， 2个市级工程技术研究中心 ——“佛山市移动电子商务技术工程技术研究中心”和“佛山市嵌入式技术工程技术研究中心”正式挂牌。

## 院系设置
截止2020年7月学校信息显示，学校设有9个教学机构，16个本科专业，17个专科专业。
- 计算机学院
  - 软件工程
  - 网络工程
  - 数字媒体技术
  - 电子信息工程
  - 软件技术
- 商务管理学院
  - 财务管理
  - 市场营销
  - 工程管理
- 信息管理与工程学院
  - 电子商务
  - 物流管理
- 数字媒体与设计学院
  - 环境设计
  - 视觉传达设计
  - 数字媒体艺术
  - 动画
  - 视觉传播设计与制作
- 外国语学院
  - 日语
  - 英语
- 国际教育学院
  - 软件工程
  - 电子商务
  - 财务管理
- 思沃创业管理学院
- 继续教育学院
- 马克思主义学院
- 基础教学学院
  - 禅学